# 1098
Независимостта на България 🇧🇬

## Родени
- Лудвиг I (Вюртемберг), първият от род Вюртемберги граф на Вюртемберг
- Хедвиг фон Гуденсберг, съпруга на Лудвиг I (Тюрингия)
- Хилдегард от Бинген, немска абатиса, монахиня, мистик, писателка и композитор от епохата на Средновековието